# Friedberg (Austria)
Friedberg è un comune austriaco di 2 566 abitanti nel distretto di Hartberg-Fürstenfeld, in Stiria; ha lo status di città (Stadt).